# 172
Римська імперія •  Парфянське царство •  Кушанське царство •  Східна Хань •  Сармати

## Геополітична ситуація
У Римській імперії четвертий рік одноосібно править Марк Аврелій (до 180). Імперія  займає Апеннінський, Піренейський та Балканський півострови, Галлію, частину Британії, Близький Схід, Північну Африку включно з Єгиптом. В імперії лютує чума Антоніна. Пограничні області перебувають під натиском германців. В імперії шириться монтанізм.
Наймогутніша держава центральної Азії — Парфянське царство. Наймогутніша держава Індостану — Кушанське царство. Династія Хань править у Китаї.  Корейський півострів ділять між собою Три корейські держави. 
Триває докласичний період цивілізації мая.
На території майбутньої України, в степах Причорномор'я, кочують сармати, північніше — племена Черняхівської культури.

## Події
- Консулами в Римі були Сервій Кальпурній Сципіон Орфіт та Секст Квінтілій Максим.
- Римський імператор Марк Аврелій з військами перейшов через лімес і завдав поразки макроманам, змусивши їх укласти мир. Частина германців була переселена на підконтрольні Риму території, спустошені епідемією чуми.
- Марк Аврелій та його син Коммод отримали почесний титул Германік.
- Сармати вчинили напад на придунайські території Римської імперії.
- Авідій Кассій придушив селянське повстання в Єгипті й став верховним головнокомандувачем римської армії на Сході.
- Дідій Юліан відбив напад хаттів на бельгійську Галлію.
- Таціан скомпонував євангельську гармонію «Діатессарон».
- Похід ханьців проти Когурьо завершився невдачею.